# Trafic QRP
Le trafic QRP est un mode de communication radioamateur qui consiste à utiliser de faibles puissances d'émission tout en cherchant à augmenter la distance des liaisons. Le terme QRP provient du code Q international utilisé dans les radiocommunications et dans lequel « QRP » et « QRP ? » sont utilisés respectivement pour demander à un correspondant de réduire sa puissance ou pour lui demander : « dois-je réduire ma puissance ? ». Le contraire de QRP est QRO  ou trafic à grande puissance.

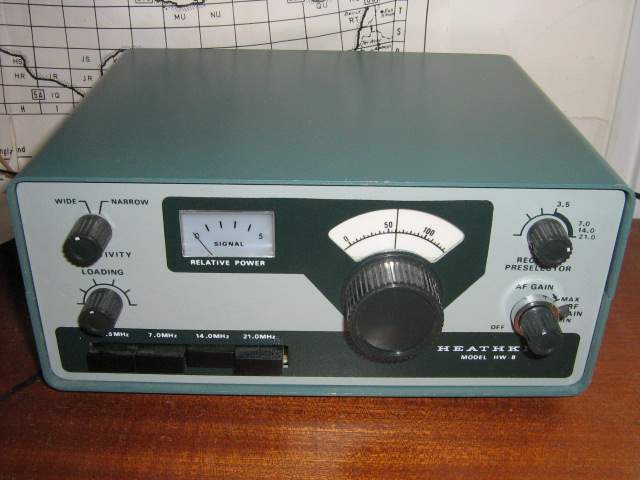
Un émetteur–récepteur de quelques watts.

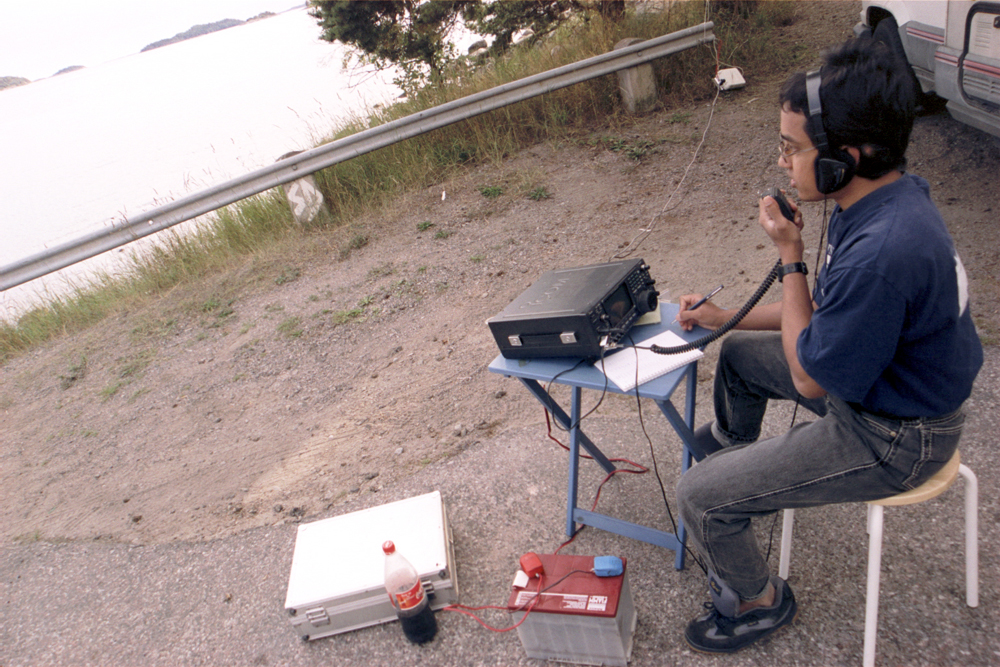
Station transportable QRP.

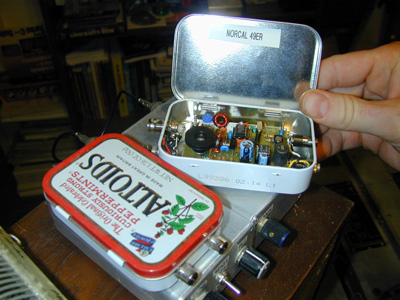
Un émetteur QRP.

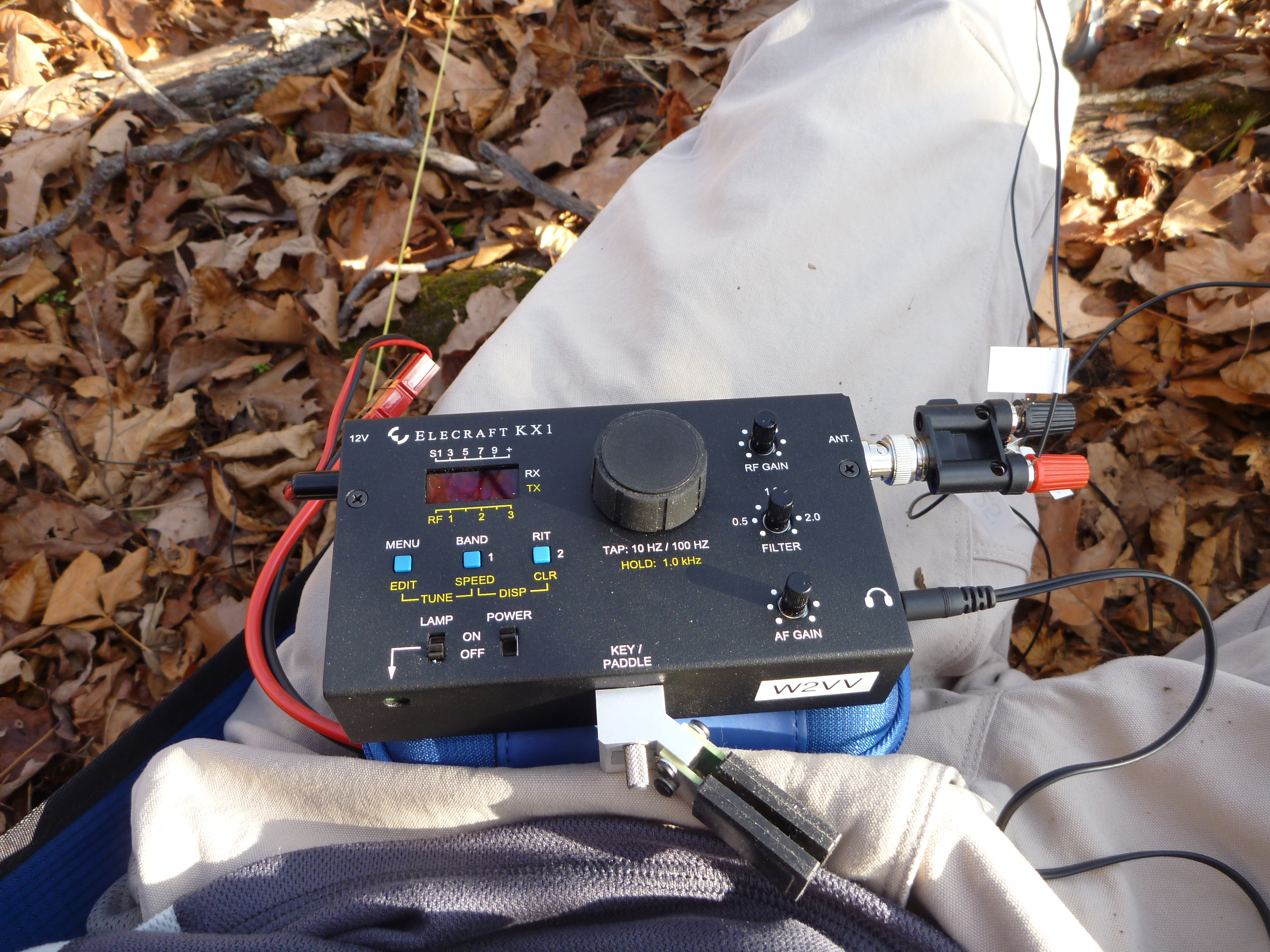
Station transportable QRP Elecraft KX1.

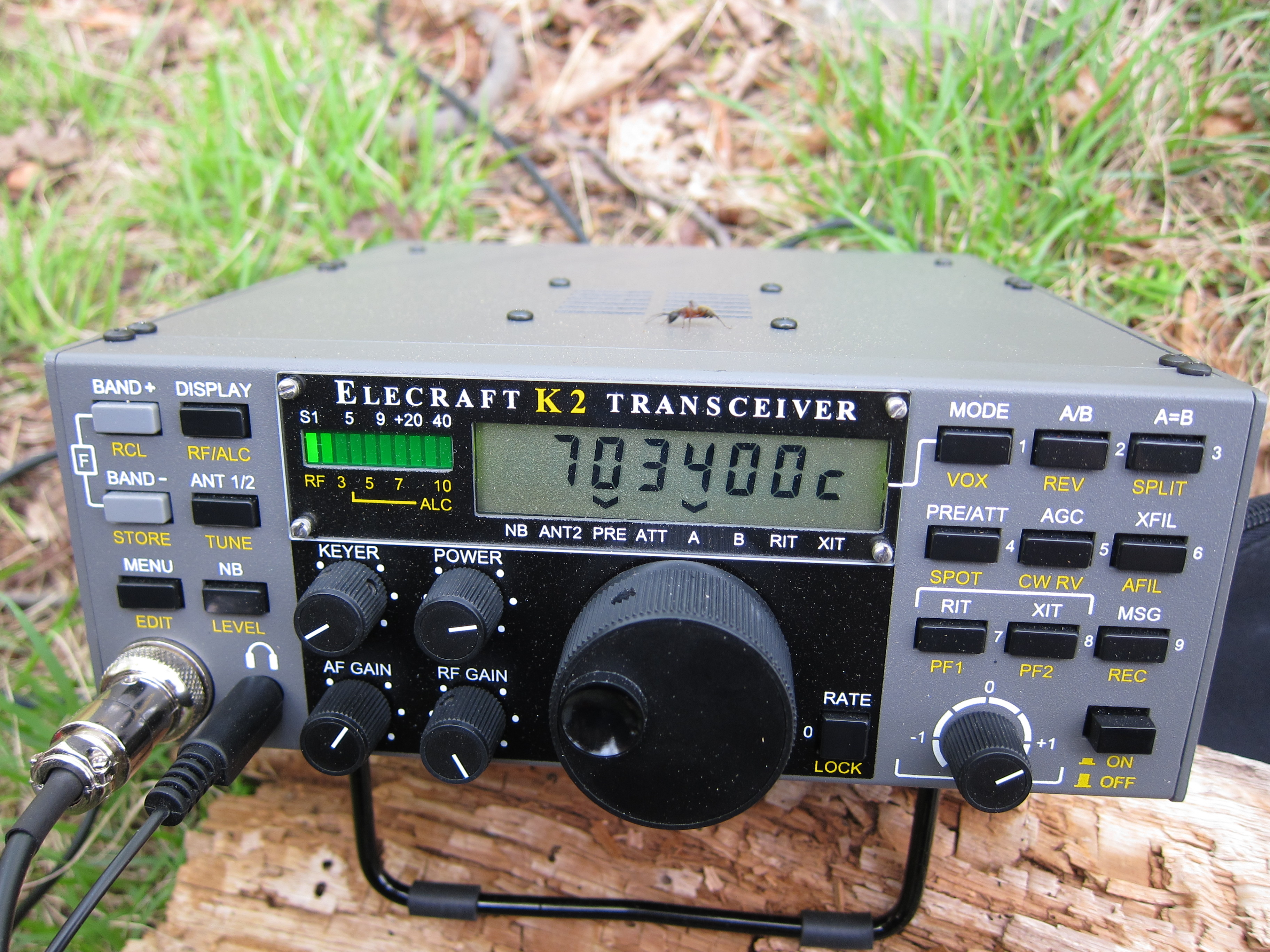
Station transportable Elecraft K2.

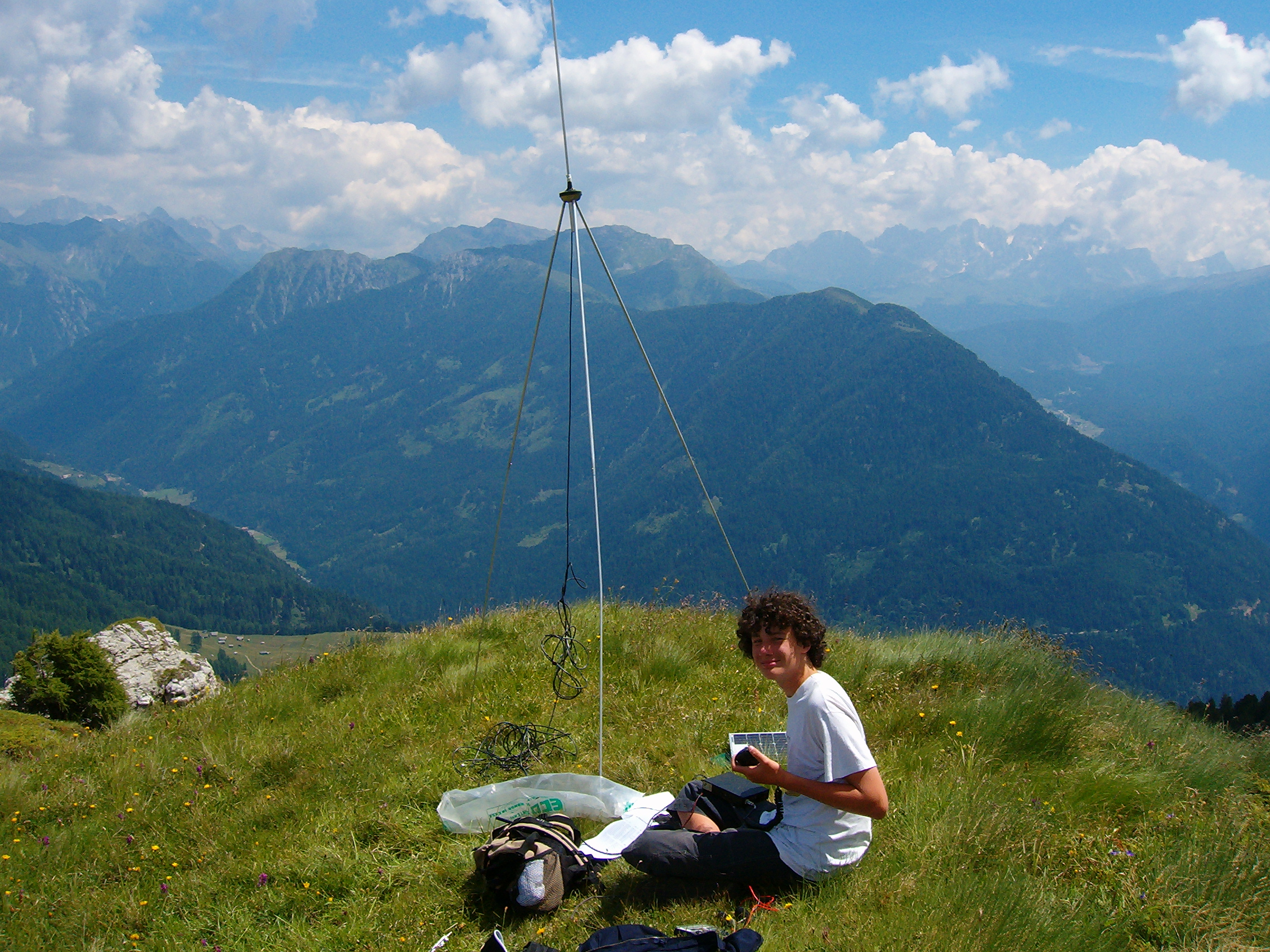
Station transportable avec alimentation solaire.

## Philosophie
En général les radioamateurs utilisent des puissances comprises entre 50 et 100 watts Watts. Les adeptes du trafic QRP considèrent qu'il n'est pas toujours nécessaire d'utiliser tant de puissance, que c'est du gaspillage et qu'on augmente ainsi les risques de générer du QRM  vers les autres utilisateurs.

## Historique
En 1961, les membres du QRP Amateur Radio Club International (QRP ARCI), sous l'égide de son fondateur, un radioamateur de Californie, Harry Blomquist, K6JSS, définissent le QRP comme étant le fait d'utiliser une puissance d'émission inférieure à 100 W HF.
En 1979, les membres du QRP Amateur Radio Club International, prennent conscience du fait qu'il était possible d'établir des liaisons sur ondes courtes avec des puissances bien inférieures à 100 W et ils modifient leur règlement en limitant la puissance à 5 W output en télégraphie et à 10 W PEP output en bande latérale unique (BLU).
En Grande-Bretagne, le G-QRP club, sous l'impulsion de son fondateur, le Révérend George Dobbs, G3RJV, défend l'idée de faire de l'émission avec moins de 3 W input. En 1980 les membres du G-QRP se rallient à la décision du QRP Amateur Radio Club International et adoptent les mêmes limites de puissance. Par ailleurs Le G-QRP Club développe l'idée d'une radio d'amateur à la portée de tous, basée sur le concept « petite puissance, appareillage simple, de préférence construit par l'utilisateur, et antenne modeste ».
Le mouvement QRP était né et, depuis 1995, ces deux clubs ont une audience internationale.

## Pratique du «QRP»

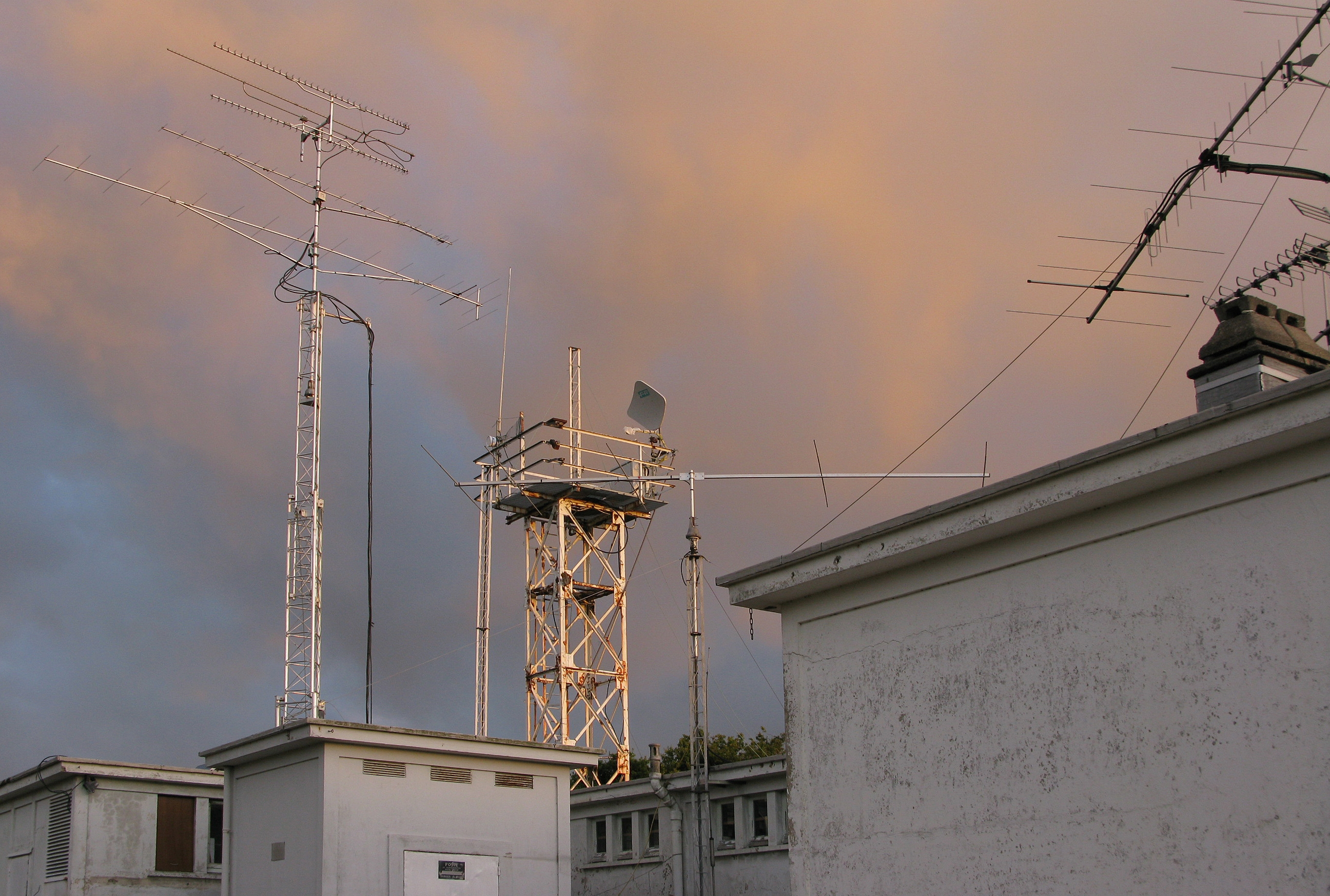
Antennes Yagi 50 MHz, 144 MHz, 432 MHz, 2.3 GHz, 5.7 GHz de F6KPL

Tout le monde n'est pas d'accord sur la définition de la puissance QRP. La plupart des adeptes du trafic QRP considèrent que pour l'émission en code Morse (CW), en modulation d'amplitude (AM), en modulation de fréquence (FM), et pour la transmission de données, la puissance de sortie de l'émetteur doit être de 5 W ou moins, le maximum raisonnable pour la bande latérale unique (BLU) n'est pour l'instant pas tranché. D'autres pensent que la puissance PEP (Peak Envelope Power) doit être de 10 W ou moins. En règle générale, le trafic QRP se fait même avec moins de 5 W, parfois avec seulement 100 mW ou en dessous.
Le trafic en QRP est extrêmement délicat car les difficultés inhérentes à la propagation des ondes sont les mêmes que pour les radioamateurs qui opèrent de fortes puissances, mais avec en plus le handicap d'être reçu avec des signaux plus faibles, toutes choses étant égales par ailleurs. Les amateurs de QRP essaient de compenser cette moindre puissance par leur grande habileté d'opérateur et par la mise en place de systèmes d'antennes très efficaces.
Il faut garder à l'esprit que la puissance est logarithmique et non linéaire. Ainsi, entre 100w et 5w, il y a 20 dB de différence, soit 2 points s-mètre. Dans bien des cas, le contact radio (QSO) ne posera aucune difficulté, avec cette puissance QRP.
Le trafic QRP est particulièrement apprécié des opérateurs en télégraphie (CW), et de ceux qui utilisent les nouvelles techniques de transmission numérique.

### Fréquences recommandées
| Fréquences « QRP » par bandes | Radiotélégraphie CW | Radiotéléphonie BLU | Voix numérique      |
| ----------------------------- | ------------------- | ------------------- | ------------------- |
| Bande des 2 kilomètres        | Toute la bande      | sans recommandation | sans recommandation |
| Bande des 630 mètres          | Toute la bande      | sans recommandation | sans recommandation |
| Bande des 160 mètres          | 1,843 MHz           | sans recommandation | sans recommandation |
| Bande des 80 mètres           | 3,560 MHz           | 3,690 MHz           | 3,630 MHz           |
| Bande des 60 mètres           | 5,366 MHz           | sans recommandation | sans recommandation |
| Bande des 40 mètres           | 7,030 MHz           | 7,090 MHz           | 7,070 MHz           |
| Bande des 30 mètres           | 10,116 MHz          | sans recommandation | sans recommandation |
| Bande des 20 mètres           | 14,060 MHz          | 14,285 MHz          | 14,130 MHz          |
| Bande des 17 mètres           | 18,086 MHz          | 18,130 MHz          | 18,150 MHz          |
| Bande des 15 mètres           | 21,060 MHz          | 21,285 MHz          | 21,180 MHz          |
| Bande des 12 mètres           | 24,906 MHz          | 24,950 MHz          | 24,960 MHz          |
| Bande des 10 mètres           | 28,060 MHz          | 28,360 MHz          | 28,330 MHz          |
| Bande des 2 mètres            | 144,060 MHz         | sans recommandation | sans recommandation |

QSO  de section et informations (en QRP) : 7,035 MHz et 10,116 MHz.

Fréquences « QRP » recommandées pour le trafic radioamateurs en mobile pédestre et en mobile bicyclette
- 14,253 0 MHz : Bicycle Mobile Hams of América en radiotéléphonie BLU et en radiotélégraphie CW,
- 14,342 5 MHz : radiotéléphonie BLU et radiotélégraphie CW (+ 700 Hz),
- 18,152 5 MHz : dégagement radiotéléphonie BLU et radiotélégraphie CW (+ 700 Hz),
- 18,157 5 MHz : fréquence d'appel radiotéléphonie BLU et radiotélégraphie CW (+ 700 Hz),
- 18,162 5 MHz : dégagement radiotéléphonie BLU et radiotélégraphie CW (+ 700 Hz).
  - Fréquences radioamateurs de classe novice aux États-Unis en radiotélégraphie CW « QRP » :

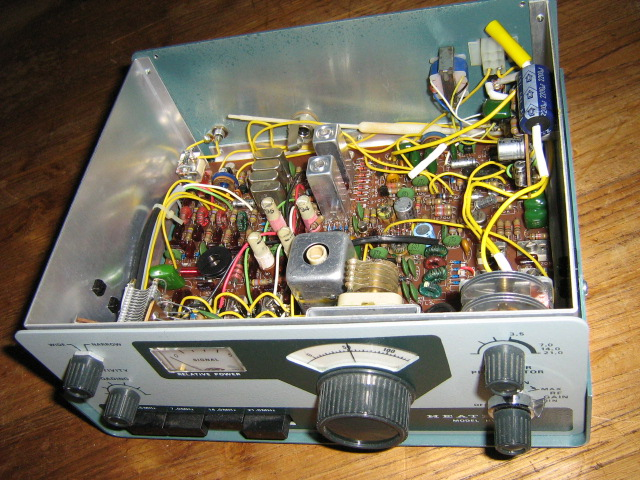
Un kit d'émetteur récepteur QRP.

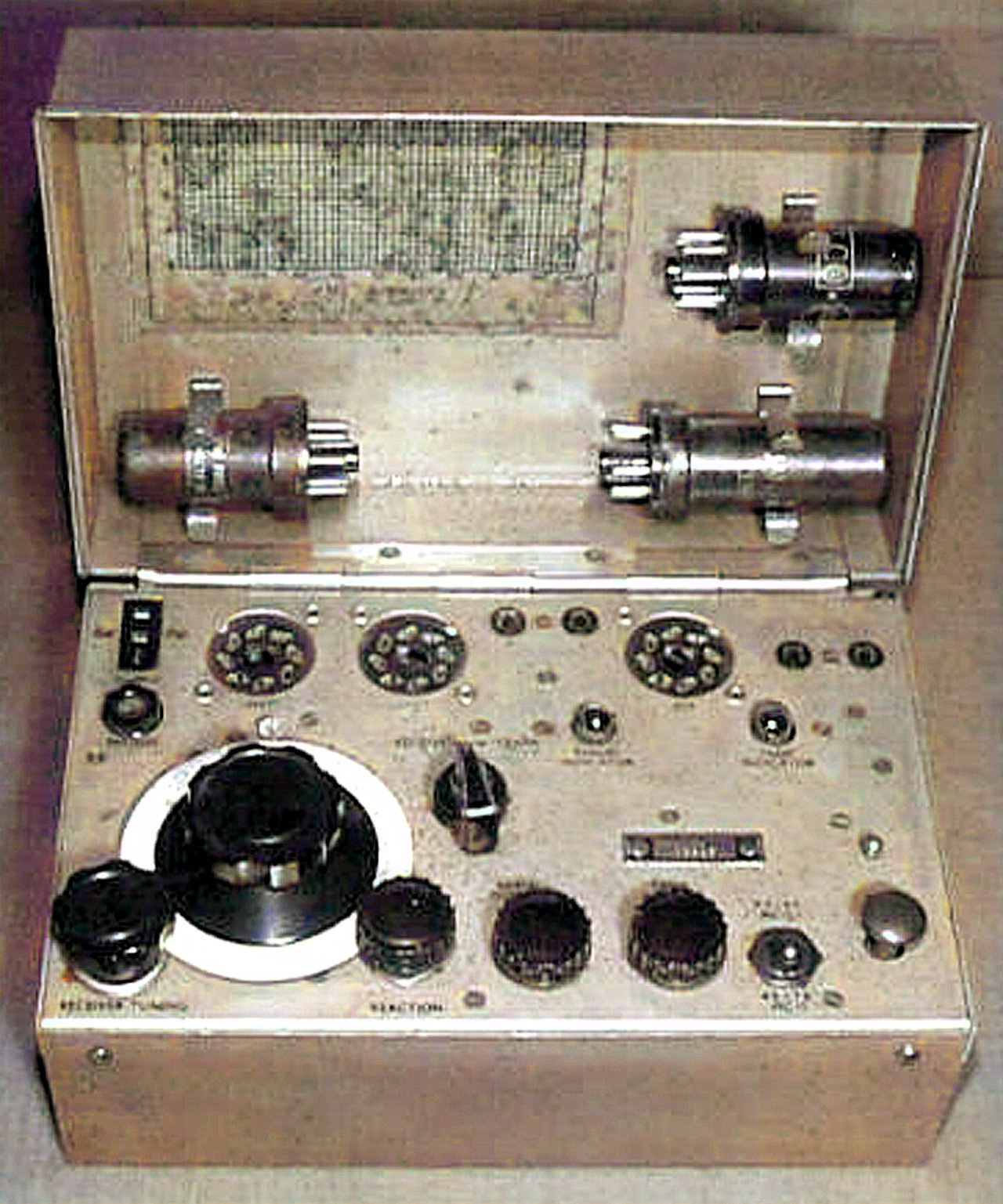
Réplique de l'émetteur-récepteur Paraset de 3.0 MHz à 7.6 MHz, puissance de sortie : 4 watts à 5 watts

    - 3,710 MHz
    - 7,110 MHz
    - 21,110 MHz
    - 28,110 MHz.

## Matériel
La plupart des émetteurs-récepteurs du commerce, bien qu'ils soient beaucoup plus puissants, permettent de diminuer la puissance d'émission jusqu'à des niveaux compatibles avec le trafic QRP. Cependant vers la fin des années 1970 on a vu apparaître des émetteurs-récepteurs spécialement conçus pour les faibles puissances.
Bien entendu de nombreux radioamateurs choisissent de réaliser eux-mêmes leur station QRP, soit à l'aide de kits, soit en les construisant en totalité à partir de schémas.

## Concours et diplômes
Il existe à la fois des diplômes, des concours, des clubs et des rencontres spécialement dédiés aux adeptes du trafic QRP.
- En France, il existe, par exemple, un concours spécial pour les stations de puissance inférieure à 15 W : Le Bol d'Or des QRP — Trophée F8BO. L’objectif de ce concours est de montrer les possibilités des stations de petite puissance. La date de ce concours d'une durée de 24 heures est fixée traditionnellement au troisième week-end complet du mois de juillet de 14h00 UTC le samedi, à 14h00 UTC le dimanche. Les bandes de fréquence utilisées vont de 144 MHz (bande des 2 mètres) à 47 GHz (bande des 6 mm). Les stations participantes sont divisées en trois classes selon la puissance d'émission :
  - classe A de 0 W à 1 W ;
  - classe B de 1 W à 5 W ;
  - classe C de 5 W à 15 W.

Chaque classe fait l'objet d'un classement séparé.
- Les grands diplômes internationaux existent en version QRP tels que :
  - DXCC QRP : contact avec au moins 100 pays différents (liste du DXCC « normal »),
  - DXCC QRP cinq bandes : contact avec au moins 100 pays différents sur les cinq bandes décamétriques,
  - WAC QRP : contact avec les six continents,
  - WAC QRP cinq bandes : contact avec les six continents sur les cinq bandes décamétriques.
- Il existe aussi des diplômes spécifiques tel que :
  - 1000 Miles Per Watt : la distance avec la station contactée divisée par la puissance de l'émetteur QRP doit être supérieure à 1 000 miles (1 609 kilomètres)

Les clubs gestionnaires des diplômes QRP exigent une attestation sur l'honneur que la puissance de sortie est inférieure ou égale à 5 watts pour la télégraphie et 10 watts PEP pour la BLU.

## Sources
- (en) Cet article est partiellement ou en totalité issu de l’article de Wikipédia en anglais intitulé « QRP operation » (voir la liste des auteurs).